# Cornay
Cornay je francouzská obec v departementu Ardensko v regionu Grand Est. Žije zde 67 obyvatel.

## Poloha obce
Obec leží  na jihovýchodě departementu Ardensko. 

### Sousední obce
| Růžice kompasu | Marcq  | Saint-Juvin |                | Růžice kompasu |
| Růžice kompasu | Senuc  | Sever       | Fléville       | Růžice kompasu |
| Růžice kompasu | Senuc  | Cornay      | Fléville       | Růžice kompasu |
| Růžice kompasu | Senuc  | Jih         | Fléville       | Růžice kompasu |
| Růžice kompasu | Lançon |             | Chatel-Chéhéry | Růžice kompasu |

## Vývoj počtu obyvatel
Počet obyvatel